# Министерство пищевой промышленности Татарской АССР
Министерство пищевой промышленности Татарской АССР — орган государственной власти Татарской АССР.
Подчинялось ЦИК ТАССР (до 1938 года), Совету Министров ТАССР (до 1946 года — СНК ТАССР) и одноимённому министерству (до 1946 года — народному комиссариату) РСФСР.

## История
Образован в 1937 году постановлением ЦИК Татарской АССР как Народный комиссариат пищевой промышленности Татарской АССР. Ранее его функции исполняло одноимённое управление находившееся в подчинении народного комиссариата снабжения Татарской АССР, а затем народного комиссариата местной промышленности Татарской АССР. В 1946 году преобразовано в одноимённое министерство и называлось так с небольшими перерывами до своего упразднения. Упразднено Указом Президиума ВС Татарской АССР от 12 декабря 1985 года, с передачей функций Агропромышленному комитету Татарской АССР.

### Официальные названия
- Народный комиссариат пищевой промышленности Татарской АССР (1937—1946)
- Министерство легкой и пищевой промышленности Татарской АССР (1953)
- Министерство промышленности продовольственных товаров Татарской АССР (1953—1966)
- Министерство пищевой промышленности Татарской АССР (1966—1985)

## Министры[2][3]
- Анисимов, Василий Федорович (1937, годы жизни: 1896—1938)
- Андриянов, Павел Михайлович (1938, ?-?)
- Шагимарданов, Галимзян Шагимарданович (1938, 1904-194?)
- Матвеев, Ефим Яковлевич (1938)
- Латыпов, Нургали Хасанович (1938—1942, 1904-после 1942)
- Измайлова, Галия Гилязевна (1942, 1909-1983)
- Ватажников, Павел Яковлевич (1943—1951, 1903-1967)
- Варламов, Виктор Владимирович (1951—1953, ?-?)
- Абдрафиков, Измаил Абдулкадырович[тат.] (1953—1959, 1912-1993)
- Гайфутдинов, Назип Гаевич (1959—1960, 1914-после 1973)
- Закиров, Усман Закирович (1960—1963, ?-?)
- Матвеев, Владимир Иванович (1963—1968, ?-?)
- Фаткуллин, Индус Зарифуллович[тат.](1968—1973, 1933-1993)
- Городнянский, Иван Ефимович (1973—1985, 1930-2009)
- Чаплыгин, Виктор Константинович (1985, ?-?)